# Otto Georg Thierack
Otto Georg Thierack (født 19. april 1889, død 26. oktober 1946) var en tysk nazistisk jurist og politiker.
Thierack blev født i Wurzen i Sachsen. Han deltog i 1. verdenskrig fra 1914 til 1918 som frivillig og nåede rang af løjtnant. Han blev dekoreret med Jernkorset. Efter krigens afslutning genoptog han sine afbrudte jurastudier og blev færdig med dem i 1920.
Hans karriere i retssystemet var hurtig, og han medvirkede energisk til gennemførelsen af Tysklands mange nye berygtede love. Efter 2. Verdenskrig blev han arresteret, men nåede at tage gift inden retssagen. 